# Elin Wallin

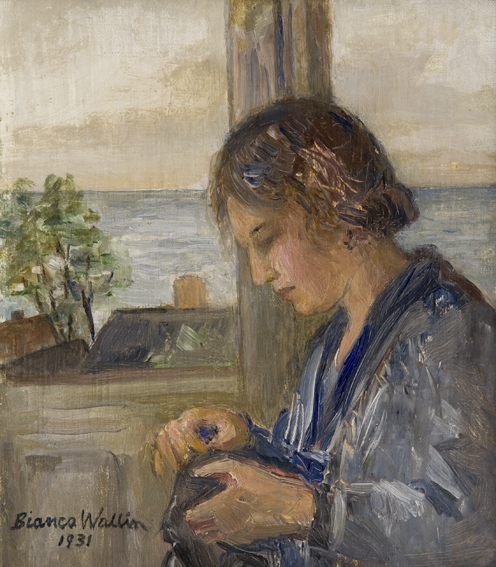
Elin Wallin syr på verandan i Arild sommaren 1931. Oljemålning av dottern Bianca Wallin 1931.

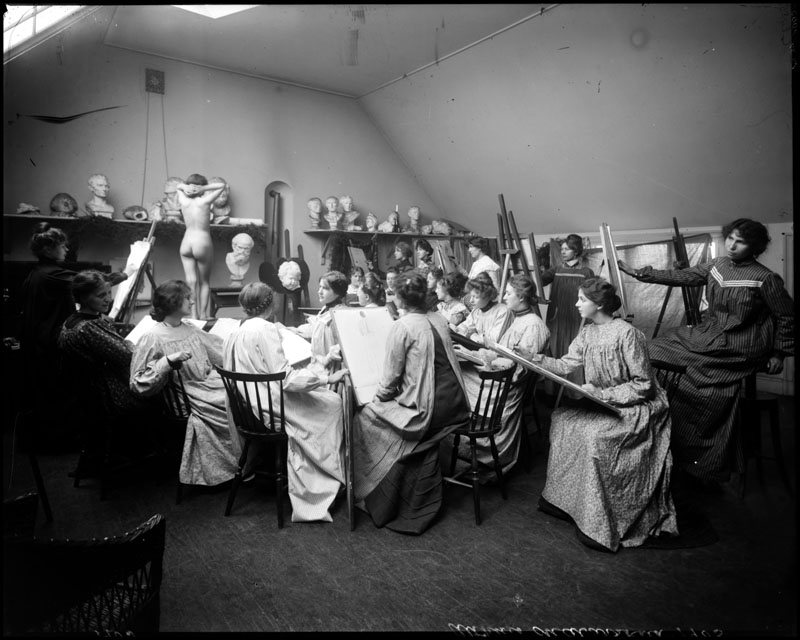
Althins målarskola, Stockholm. Foto från 1903. Fyra från höger sitter Elin Wallin, född Lundberg, som elev vid Althins målarskola 1902-1905.

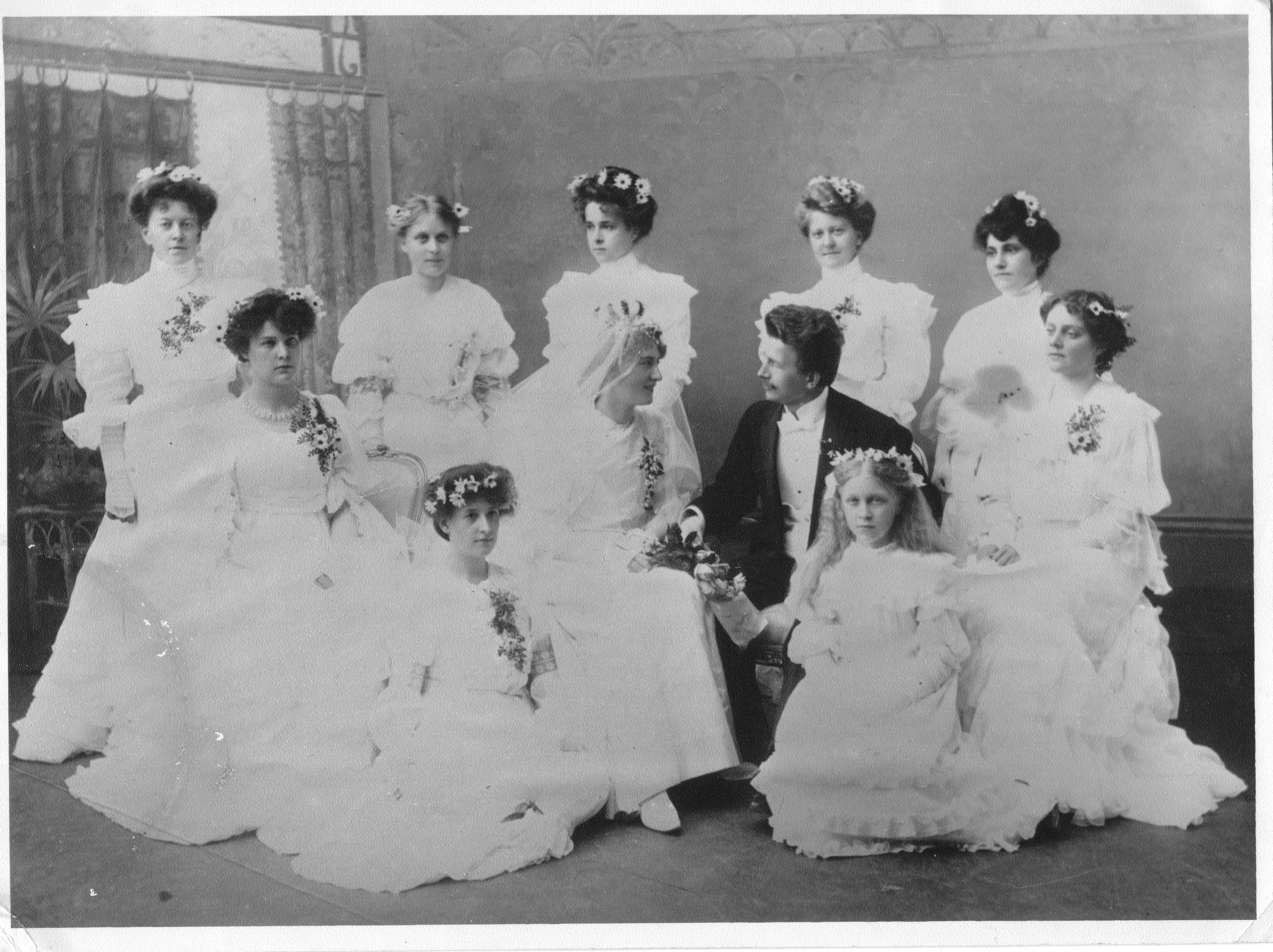
Brudparet Elin och David Wallin 1905.

Elin Kristina Wallin, född Lundberg 29 december 1884 i Göteborg, död 25 mars 1969 i Stockholm, var en svensk målare och tecknare. Hon var gift med konstnären David Wallin och mor till konstnärerna Bianca Wallin och Sigurd Wallin samt vidare syster till damastvävaren Carl Widlund.

## Biografi
Elin Wallin växte upp på Ekersgatan 13 i Örebro. Hon var dotter till folkskolläraren Victor Lundberg (1851–1919) och hans maka Anna, född Kalling (1846–1930). 1896 flyttade familjen till Drottninggatan 59 i Örebro.
Efter genomgången flickskola i Örebro gick Wallin aftonkurser vid Tekniska skolan i Örebro 1901–1902. 1902 avlade hon handarbetslärarinneexamen på Hulda Lundins seminarium i Stockholm. 
Elin Wallin fortsatte därefter sina studier 1902–1905 vid Althins målarskola i Stockholm. Samtidigt studerade hon åren 1902–1904 på aftonkurser på Tekniska skolan i Stockholm. I två perioder, 1905–1906 och 1910–1911, studerade Elin Wallin vid Académie Colarossi i Paris. Tillsammans med sin man företog hon studieresor  till London 1905, Paris 1905–1906 och 1910–1911, Italien 1908–1910, Tyskland 1905, 1906 och 1908 och Danmark 1908.
Större delen av Elin Wallins produktion tillkom åren 1902–1919. Hon sysslade huvudsakligen med porträtt i olja, blyerts och tempera, men tecknade och målade även blommor och landskapsskildringar utförda i olja, akvarell, blyerts och kol. Wallins konst kan med skira genomlysta färgtoner visa anknytning till David Wallin. I landskapen och porträtten av maken anar man snarare reminiscenser från fransk impressionism. Övervägande bär dock måleriet hennes egen prägel, speciellt då barnporträtten med sina klara färgtoucher. I ljusa minnesbilder försöker hon hålla fast dragen av sina sju barn, av vilka två dog i tidig ålder. Wallin medverkade även med illustrationer i tidskrifter.
Elin Wallin var 20 år när hon gifte sig med konstnären David Wallin den 14 september 1905. Paret bosatte sig i Stockholm och fick sju barn mellan 1906 och 1924. Hemma i Sverige föddes de två äldsta flickorna, Helena och Hillevi. Dottern Bianca föddes i Rom 1909. Den fjärde dottern, Dagny, föddes i Paris 1912. Maken tilldelades flera resestipendier och åren 1908–1913 var därför Elin Wallin bosatt först i Rom och sedan i Paris. 
Åren 1908–1910 bodde familjen i Rom på Lehmanns pensionat på Via Frattina och 1910–1913 i Paris på Hôtel Le Saint Grégoire, 43 Rue l’Abbé-Grégoire i Montparnasse-Luxembourg. Under vistelsen i Paris lärde makarna känna andra svenska konstnärer, som de blev vänner med för livet, exempelvis Gottfrid Larsson  och Erik Tryggelin.
Hösten 1913 flyttade familjen tillbaka till Sverige och Stockholm. Det femte barnet var sonen Sigurd. Döttrarna Hillevi och Dagny omkom i en drunkningsolycka sommaren 1919 och familjen påverkades mycket av detta. Elin Wallin fortsatte inte att måla. Efter några år utökades familjen med två barn, Wiveka Birgitta och Erland. Tillökningen gav familjen nytt hopp om framtiden igen. Från hösten 1913 bodde familjen på Hjärnegatan 10 i korsningen vid Wargentinsgatan 6. Hösten 1928 kunde familjen flytta in i en stor våning på Karlavägen 43  med utsikt över Floras kulle i Humlegården. David Wallin fick nära till sin ateljé, som låg högst upp på Humlegårdsgatan 23 i Stockholm, mitt emot Kungliga biblioteket. Ateljén hade han haft redan hösten 1904 och den var hans arbetsplats under drygt 50 års tid. Huset revs på 1960-talet och nu ligger där Scandic Hotel Anglais. Under drygt 40 års tid var Elin Wallin bosatt på Karlavägen, från 1962 på Karlavägen 14 A, mitt emot Engelbrektskyrkan i Stockholm.